# فردریش فون مولر
فردریش فون مولر (آلمانی: Friedrich von Müller؛ ‏ ۱۷ سپتامبر ۱۸۵۸ – ۱۸ نوامبر ۱۹۴۱) پزشک و استاد دانشگاه اهل آلمان بود که نامش امروزه به واسطهٔ نشانه مولر ماندگار شده است. 
او ابتدا در رشتهٔ علوم طبیعی و سپس در رشته پزشکی تحصیل کرد و از شاگردان کارل فون فویت بود. وی پس از دریافت مدرک دکترای پزشکی در سال ۱۸۸۲ دستیار کارل یاکوب آدولف کریستیان گرهارت شد و شایستگی علمی خود را در پزشکی داخلی در سال ۱۸۸۸ به‌دست‌آورد. در سال ۱۹۰۷ به پاس خدماتش او را شوالیه نمودند و از سال ۱۹۲۲ عضو آکادمی علوم طبیعی لئوپلدینه آلمان شد. شهر مونیخ نیز او را در سال ۱۹۲۷ شهروندِ افتخاریِ خود اعلام نمود. وی از سال ۱۹۲۷ تا ۱۹۳۴ رئیس آکادمی تحقیقات علمی و پرورش آلمان (یک مؤسسه فرهنگی آلمانی) بود.